# Поцілунками витри кров з моїх рук
Поцілунками витри кров з моїх рук (англ. Kiss the Blood Off My Hands) — американський фільм-нуар режисера Нормана Фостера 1948 року. Фільм поставлений за однойменним романом 1946 року британського письменника Джеральда Батлера.

## Сюжет
Дія відбувається в Лондоні незабаром після закінчення Другої світової війни. Міцний і здоровий хлопець Білл Сондерс народився в Канаді, виріс в Детройті і, щоб порвати зі своїм важким дитинством, пішов служити на флот. Під час війни він провів два роки в німецькому полоні, після чого став страждати вибуховими спалахами агресії. Не в змозі більше терпіти муки війни, у Лондоні він дезертирував з корабля.
Одного разу в пабі господар просить Білла покинути заклад у зв'язку з його закриттям. Це призводить Білла в стан люті, він сильно б'є господаря пабу, в результаті чого той падає і, судячи з криків, вмирає. Не чекаючи розв'язки, Білл стрімко тікає вуличками, намагаючись втекти від переслідування поліції. Зрештою, Білл забирається у відкрите вікно однієї з квартир на другому поверсі небагатого пансіону, де живе мила і добра медсестра Джейн Вортон. Джейн обіцяє, що не буде повідомляти в поліцію про незаконне проникнення Білла, якщо він дозволить вранці піти їй на роботу, а в її відсутність протягом дня залишить квартиру.
Білл весь наступний день ховається в її квартирі, а ввечері виходить на вулицю і забирає гаманець у заможного перехожого. На здобуті кошти він купує собі новий одяг і, не в силах забути про Джейн, чекає її біля воріт клініки. Спочатку вона не бажає продовжувати з ним спілкування, тим не менш, Білл проявляє наполегливість. Він слідує за нею в зоопарк, де вони захоплюються спостереженням за тваринами, заспокоюються і навіть сміються. Однак при вигляді розлючених хижаків в клітках у Білла мало не трапляється черговий напад. Джейн веде його із зоопарку, а він, прийшовши в себе, запрошує її на скачки в найближчу суботу.
Роблячи ставки на скачках, Білл стикається з Гаррі Картером, підпільним ділком, який був свідком того, як Білл вдарив господаря пабу. За допомогою шантажу Гаррі намагається втягнути Білла в свій брудний бізнес, однак Білл відмовляється з ним розмовляти.
В поїзді по дорозі в Лондон Білл намагається обіграти в карти сусіда по купе, і приходить у лють, коли той відмовляється продовжувати гру. Білл накидається на пасажира і жорстоко б'є його. Починається метушня, поїзд зупиняється, Білл і Джейн зістрибують з поїзда і тікають. Обурена Джейн каже, що не хоче мати з ним нічого спільного і йде. Після цього Білл б'є поліцейського і намагається втекти. Його ловлять, заарештовують, і суд засуджує його до шести місяців тюремних робіт і вісімнадцяти ударів батогом.
Відразу після виходу з в'язниці Білл знову стикається з Гаррі, який пропонує йому взяти участь у великому пограбуванні, але Білл не дає однозначної відповіді. Потім він прямує до Джейн, яка, як видно, вже полюбила його і безуспішно намагалася відвідати його у в'язниці. Вона каже, що може влаштувати його в клініку водієм вантажівки, який розвозить ліки, на що Білл з радістю погоджується. Білл чесно працює, і незабаром у нього з Джейн починається роман.
Проте Гаррі вистежує Білла і вимагає, щоб той допоміг йому вкрасти з клініки пеніцилін, щоб продати його на чорному ринку. Білл погоджується за умови, що це буде єдиним незаконною справою, в якому він братиме участь. У ніч пограбування, Джейн несподівано висловлює бажання поїхати на машині разом з Біллом, так як у неї з'явилася нічна робота в тій клініці, куди їде і він. По дорозі Білл зупиняє машину в обумовленому місці і йде на зустріч з Гаррі, щоб скасувати пограбування, але той відмовляється, кажучи, що його покупець відпливає цієї ночі, і товар йому потрібен сьогодні. Білл кулаками дає відсіч Гаррі і двом його спільникам, після чого повертається в машину до Джейн і їде.
Наступним ввечері Гаррі направляється до Джейн, щоб показати їй, що Білл знаходиться у нього на гачку. На підтвердження своїх слів Гаррі намагається показати свою владу над Джейн. Коли він загрозливо хапає її за плечі, вона б'є його в бік ножицями, після чого тікає до Білла. Вислухавши її історію, Білл приїжджає на квартиру Джейн, де бачить, що Гаррі живий. Він піднімає Гаррі і відвозить того додому, де той невдовзі помирає.
Білл вирішує, що в сформованих обставинах найкращим виходом для нього і Джейн буде втеча на кораблі, на якому Гаррі збирався переправити контрабанду, і їде до капітана. Але той погоджується перевезти його і Джейн тільки в обмін на партію пеніциліну. Білл повертається до Джейн і каже їй, що Гаррі в її квартирі не було, значить, він живий, і переконує її, бігти разом з ним у Лісабон, а звідти — в Америку. Вона каже, що готова піти з ним куди завгодно. Поки вони їдуть у вантажівці в порт, Джейн виявляє в кишені пальто Білла закривавлені ножиці, після чого вирішує, що найкращим виходом буде піти в поліцію і про все розповісти. Білл намагається переконати її, але, врешті-решт, погоджується. Вони виходять з машини і йдуть разом в поліцію.

## У ролях
- Джоан Фонтейн — Джейн Вортон
- Берт Ланкастер — Білл Сондерс
- Роберт Ньютон — Гаррі Картер
- Льюїс Л. Расселл — Том Віджері
- Джей Новелло — капітан корабля

## Реакція критиків
Після прем'єри фільму журнал «Variety» написав: «Фільм „Поцілунками витри кров з моїх рук“ за романом Джеральда Батлера про жорстокість і падіння моралі після війни — це напружена і похмура мелодрама… Хоча фільм і заснований на передбачуваному сюжеті, він піднімається над іншими звичайними роботами завдяки видатній режисурі Нормана Фостера. Ланкастер дає переконливий і співчутливий портрет крутого хлопця, який не може подолати наслідки своїх помилок. Фонтейн виконує свою відповідальну роль з чуттєвістю і щирістю. Як бандит Ньютон належним чином слизький і огидний».
Газета «Нью-Йорк Таймс» у 1948 році написала про фільм: "Незважаючи на свою страшну назву, «Поцілунками витри кров з моїх рук» — це не зловісна кримінальна картина. Скоріше це серйозна і сумна драма про пару, яка народилася під нещасливою зіркою, і їх боротьба за щастя. Це традиційна драма, але напрочуд цікава, яка послідовно нагнітає напруженість аж до кульмінації в третьому акті. Норман Фостер поставив фільм з глибоким розумінням емоційного змісту історії, а сцени насилля виглядають з дивовижною гостротою. Довга гонитва на самому початку фільму, де Ланкастер відчайдушно несеться звивистими вуличками і провулками лондонського порту, перескакуючи через паркани і піднімаючись на дахи, задає напружене збудження. Гра містера Ланкастера хороша, але йому непогано б скинути трохи скутості і додати гнучкості. Роберт Ньютон в ролі інтригана і шантажиста привертає увагу своєю яскравою грою, створюючи ефективний спосіб.
Кінокритик Денніс Шварц у 2004 році написав про фільм: «Норман Фостер ставить романтичну кримінальну мелодраму з видатною назвою, до рівня якого явно не дотягує. Це байдужий фільм-нуар, дія якого відбувається в кам'яних руїнах Лондона після Другої світової війни, розповідає про муки двох протилежностей, які закохуються один в одного. Дія знятого оператором Расселлом Метті фільму майже повністю відбувається на похмурих задвірках Лондона, де Ланкастер бродить колами, як пантера у клітці, намагаючись знайти притулок від свого нещасливого життя в любові, яку він відчуває в хорошій дівчині Фонтейн. Вона, чуйно відчуває чужу біду дівчини, яка закохалася в нього, незважаючи на підозри щодо його буйної натури. Зрештою, закохані безвідповідально розбираються з питаннями моралі і правди. Любовна мильна опера, яка здається настільки ж брехливою, як і сцени в лондонських доках».